# 1779 aux États-Unis
Pour des articles plus généraux, voir Chronologie des États-Unis et 1779.
Chronologie des États-Unis
- 1775
- 1776
- 1777
- 1778
- 1779
- 1780
- 1781
- 1782
- 1783

Cette page concerne des événements d'actualité qui se sont produits durant l'année 1779 du calendrier grégorien aux États-Unis.

## Gouvernement
- Second Congrès continental

## Événements
- 22 janvier : Claudius Smith est pendu à Goshen (New York), pour des actes de terrorisme supposés sur les personnes des communautés environnantes.

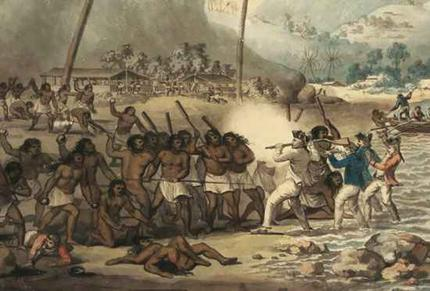
14 février : la mort de James Cook

- 14 février : Capitaine James Cook meurt sur la grande île d'Hawaï durant son troisième et dernier voyage.
- 23 - 25 février : attaque et prise du Fort Vincennes, ou Fort Sackville par les troupes de Virginie au Pays des Illinois.
- 12 avril : par le traité d'Aranjuez, l’Espagne se joint à la France dans la guerre contre la Grande-Bretagne. Le gouvernement espagnol refuse toutefois de reconnaître les insurgents, craignant la contamination du mouvement d’indépendance dans ses propres colonies.
- 1er juin : Benedict Arnold passe en cour martiale pour malfaisance.
- 2 juillet: prise de la Grenade par les forces françaises du Comte d'Estaing contre les forces britanniques de l'île de la Grenade.
- 6 juillet : bataille navale de Grenade. La flotte de d'Estaing (escadre de Toulon) contrôle la mer des Caraïbes. La maîtrise des mers permet aux régiments de l’armée de ligne française, commandés par Rochambeau, de débarquer sur le territoire américain.
- 16 juillet : Anthony Wayne s'empare d'un avant-poste britannique à Stony Point (New York).
- 22 juillet : bataille de Minisink ; la milice de Goshen (New York) est détruite par les forces militaire de Joseph Brant.
- 24 juillet : les forces américaines menées par le Commodore Dudley Saltonstall lancent l'expédition de Penobscot, au large de Castine (Maine), la défaite navale la plus grave dans l'histoire des États-Unis jusqu'à Pearl Harbor.

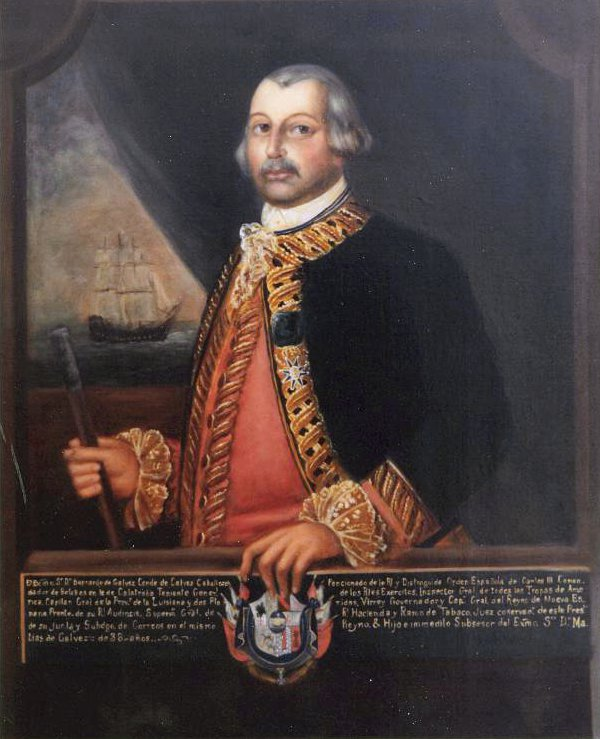
Bernardo de Galvez défait les troupes coloniales britanniques à Manchac, Bâton-Rouge et Natchez en 1779. La bataille de Bâton-Rouge, le 21 septembre 1779, libère la basse vallée du Mississippi et atténue les menaces sur La Nouvelle-Orléans

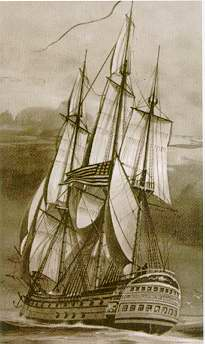
L'USS Bonhomme Richard

- 7 septembre : prise de Fort Bute par les Espagnols.
- 16 - 18 octobre : échec du siège de Savannah par les franco-américains.
- 20 - 21 septembre : victoire espagnole à la bataille de Bâton-Rouge.
- 23 septembre : bataille de Flamborough Head ; le bateau américain Bonhomme Richard, commandé par John Paul Jones, engage le bateau britannique Serapis. Le Bonhomme Richard coule, mais les Américains abordent le Serapis, et sont victorieux.
- 28 septembre : Samuel Huntington est élu Président du Congrès continental.
- 4 octobre : Fort Wilson Riot ; à Philadelphie, les prix augmentent de 45 % en un mois, provoquant troubles et agitation. En mai, une grande réunion non autorisée exige la baisse des prix. En octobre éclate l’« émeute de Fort Wilson », au cours de laquelle un groupe de miliciens se rend au domicile de James Wilson, riche avocat et chef révolutionnaire qui s’est opposé à la politique de contrôle des prix et à la constitution démocratique adoptée en 1776. La milice est éconduite par un bataillon composé de citoyens fortunés de la ville.
- 25 décembre : fondation de Fort Nashborough, future Nashville, Tennessee.
- La marine américaine institue à son tour l’enrôlement forcé des marins.
- Le commandant de l'armée continentale George Washington ordonne que les territoires des Iroquois, alliés aux Britanniques, soient conquis et dévastés.

## Naissances
- 5 janvier : Stephen Decatur est un officier de Marine franco-américain, né à Sinepuxent (Maryland) et mort le 22 mars 1820 à Blandensburg (Maryland).
- 1er août : Francis Scott Key est un avocat américain célèbre pour avoir écrit les paroles de l'hymne national de son pays, The Star-Spangled Banner (la bannière étoilée). Mort le 11 janvier 1843.

## Décès

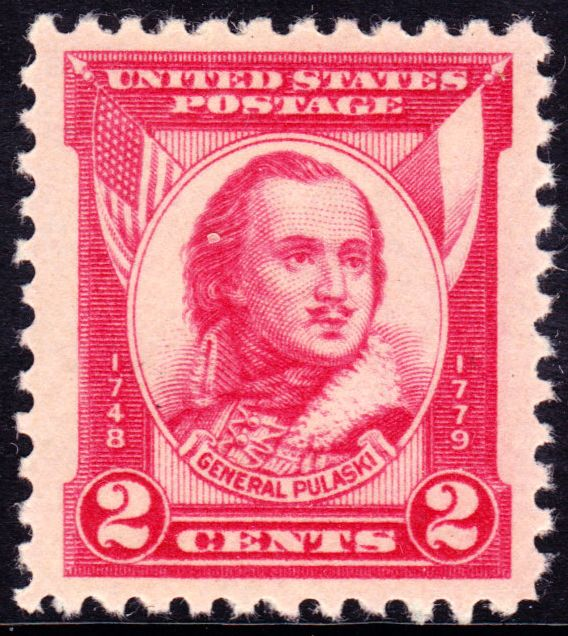
General Casimir Pulaski, 1931, timbre de 2 cents

- 24 avril : Eleazar Wheelock, né le (22 avril 1711, était un religieux congrégationaliste américain qui fonda le Dartmouth College en 1769. Figure majeure du « Grand réveil » dans les Treize colonies, Wheelock fonda en 1754 la Moor's Charity School à Lebanon (Connecticut), une école destinée à l'instruction des Amérindiens.
- 3 mai : John Winthrop, né le 19 décembre 1714, arrière-arrière-arrière-petit-fils de John Winthrop fondateur de la Colonie de la baie du Massachusetts, fut le second professeur Hollis de mathématique et de philosophie naturelle de Harvard College.
- 11 octobre : Kazimierz Pułaski, souvent écrit Casimir Pulaski (né à Varsovie le 4 mars 1745 – mort au siège de Savannah). Officier, général et homme politique polonais souvent surnommé "le père de la cavalerie américaine". Recruté par La Fayette pour aller combattre en Amérique, il fut, lors de la bataille de Brandywine le garde du corps de George Washington et lui sauva la vie le 11 septembre 1777, ce qui lui valut le grade de général de cavalerie américaine le 15.

#### Articles généraux
- Chronologie de la révolution américaine
- Révolution américaine
- Guerre d'indépendance des États-Unis
- France dans la guerre d'indépendance des États-Unis
- Armand Tuffin de La Rouërie
- Histoire des États-Unis de 1776 à 1865
- Évolution territoriale des États-Unis
- Liste des batailles de la Guerre d'indépendance américaine (1776-1783)

#### Articles sur l'année 1779 aux États-Unis
- Prise de Fort Bute
- Siège de Savannah
- Bataille de Bâton-Rouge
- Lessons for Children